# Aleń
Aleń (biał. Алень; ros. Олень; pol. hist. Olen) – wieś na Białorusi, w obwodzie mohylewskim, w rejonie mohylewskim, w sielsowiecie Siemukaczy, nad Arlanką.
Do 1917 położony był w Rosji, w guberni mohylewskiej, w powiecie bychowskim. Następnie w granicach Związku Sowieckiego. Od 1991 w niepodległej Białorusi.